# مایو، کبک
مایو (به فرانسوی: Mayo) شهری در منطقه شهری پاپینو ناحیه اوتاوه در استان کبک کانادا است. در سرشماری سال ۲۰۱۱ این شهر ۴۸۸ نفر جمعیت داشته‌است و مساحت آن ۷۲٫۶۷ کیلومتر مربع است.